# New England Butt Company
The New England Butt Company es una fábrica histórica en 304 Pearl Street en la ciudad de Providence, la capital del estado de Rhode Island (Estados Unidos).

## Descripción
Es una estructura de ladrillo de tres pisos y medio, construida en 1865 según los diseños de Spencer P. Read. The New England Butt Company originalmente fabricaba bisagras a tope de hierro fundido, pero luego cambió a producir maquinaria para trenzar y trenzar alambre . Muchas de las máquinas todavía se utilizan en la actualidad por empresas de alambre en todo el mundo.
El edificio de la fábrica New England Butt Company se agregó al Registro Nacional de Lugares Históricos en 1980.  Los planos de toda la maquinaria de cableado se vendieron a Watson Machinery International en Paterson a mediados de la década de 1980. Los dibujos de todas las máquinas trenzadoras se vendieron a Wardwell Braiding Company en Central Falls al mismo tiempo.
Watson cerró en 2001 y Kinrei of America, LLC compró los dibujos. Actualmente, la información sobre las máquinas trenzadoras más antiguas está disponible a través de Kinrei of America, LLC, en Wayne.